# Манасян, Гарник Хачатурович
Гарни́к Хачату́рович Манася́н (арм. Գառնիկ Խաչատուրի Մանասյան; 1930—2008) — армянский советский строитель. Герой Социалистического Труда (1971). Лауреат Государственной премии СССР (1979), Государственной премии Армянской ССР (1978). Депутат Верховного Совета СССР X созыва.

## Биография
Гарник Хачатурович Манасян родился в 1930 году в селе Верин Анд Кафанского района Армянской ССР (на территории села в 1958 году был основан город Каджаран, ныне в Сюникской области Республики Армения). Гарник был старшим среди пятерых детей семьи. В 1942 году на фронтах Великой Отечественной войны, в боях за Керчь, погиб его отец. Вскоре после этого умерла и мать Гарника, и заботы о семье легли на его плечи. С 1944 года Манасян трудился в колхозе. В 15-летнем возрасте в родном селе Верин Анд, для себя, своих братьев и сестёр, Манасян построил дом, который был единственным в селе домом, уцелевшим после землетрясения 1968 года.
Гарник Манасян получил неполное среднее образование. В 1949 году, после завершения учёбы в ремесленном училище, Манасян перешёл на работу в качестве штукатура строительного управления треста «Каджаранстрой» Министерства промышленного строительства СССР. Вскоре Манасян стал бригадиром комплексной бригады отделочников, состоящей из более чем тридцати рабочих-строителей. Бригада принимала непосредственное участие в градостроительных проектах треста по основанию города Каджаран. В течение многолетней строительной деятельности бригада, руководимая Манасяном, достигла высокой производительности труда, её отличали эффективное чередование различных работ звеньев, минимальные простои техники.
В 1968 году, после десяти лет основания города Каджаран, в результате произошедшего в городе и его окрестностях землетрясения (Зангезурское землетрясение) сильно пострадали жилые постройки. Также крупный урон получил Зангезурский медно-молибденовый комбинат. Бригада Манасяна активно участвовала в восстановлении города, без задержек были устранены полученные повреждения и восстановлены работы в медно-молибденовом комбинате. С 1970 года бригада под руководством Манасяна, первой в Армянской ССР, применила метод бригадного подряда в строительной деятельности и достигла больших успехов.
Указом Президиума Верховного Совета СССР от 5 апреля 1971 года за выдающиеся производственные успехи, достигнутые в выполнении заданий пятилетнего плана, Гарнику Хачатуровичу Манасяну было присвоено звание Героя Социалистического Труда с вручением ордена Ленина и золотой медали «Серп и Молот».
Впоследствии, в годы девятой пятилетки (1971—1975) бригада Манасяна участвовала в строительных работах нового жилого квартала в административном центре Кафанского района — городе Кафан. Жилые дома были построены в рекордный срок — от трёх до четырёх с половиной месяца, и сданы с отличными оценками. При участии бригады были построены и промышленные постройки. В целом, план девятой пятилетки бригада Манасяна выполнила за два с половиной года.
С 1975 года Гарник Манасян трудился в Ереване в качестве бригадира стройуправления № 31 строительного треста «Ерпромстрой» Министерства промышленного строительства Армянской ССР. Бригада, состоящая из более чем сорока человек, достигла высоких результатов в работе. Она опережала социалистическое соревнование десяти лучших хозрасчётных бригад Советского Союза. План десятой пятилетки (1976—1980) бригада выполнила за год и десять месяцев. В 1979 году, за достижение высокой производительности труда на основе выполнения объёмов строительства с меньшей численностью рабочих, Гарник Манасян в составе коллектива был удостоен Государственной премии СССР за выдающиеся достижения в труде. В том же году Манасян вступил в КПСС.
Гарник Манасян активно занимался также общественной деятельностью. Избирался депутатом Совета Союза Верховного Совета СССР X созыва от Ереванского Советского избирательного округа № 734. Был членом комиссии по строительству и промышленности строительных материалов Совета Союза Верховного Совета СССР. Избирался также депутатом Верховного Совета Армянской ССР. Как депутат, Манасян оказывал помощь жителям Еревана по различным вопросам. Он также участвовал в Карабахском движении. В 1989 году, вместе с группой молодых людей, на Театральной площади Еревана, Манасян объявил голодовку, длившуюся 13 дней, добиваясь разговора с руководителями республики.
Гарник Хачатурович Манасян скончался 20 декабря 2008 года в Ереване.

## Награды
- Герой Социалистического Труда (Указ Президиума Верховного Совета СССР от 5 апреля 1971 года, орден Ленина и медаль «Серп и Молот») — за выдающиеся производственные успехи, достигнутые в выполнении заданий пятилетнего плана[9].
- Орден Ленина (11.08.1966)[9].
- Государственная премия СССР (1979) — за достижение высокой производительности труда на основе выполнения объёмов строительства с меньшей численностью рабочих[13].
- Государственная премия Армянской ССР (1978) — за выдающиеся достижения в труде, повышение производительности труда и качества выпускаемой продукции, внедрение личных и бригадных планов, проявленную инициативу в деле развития социалистического соревнования на основе эффективного использования техники и передового опыта[16].